# OU7 Women Cycling Team
Das OU7 Women Cycling Team ist ein Radsportteam im Frauenradsport aus Usbekistan.

## Organisation und Geschichte
Das Team wurde 2022 als Tashkent City Women Professional Cycling Team mit Unterstützung der usbekischen Regierung ins Leben gerufen und als UCI Women’s Continental Team lizenziert. Das Team besteht ausschließlich aus usbekischen Fahrerinnen und wurde um die usbekische Radrennfahrerin Olga Sabelinskaja aufgebaut, die 2023 zum Team kam. Primäres Ziel des Teams war es, Ranglistenpunkte für eine Teilnahme an den Olympischen Sommerspielen 2024 in Paris einzufahren, was mit zwei Startplätzen im Straßenrennen und einem Startplatz im Einzelzeitfahren ohne Probleme gelang.
Insbesondere durch die Dominanz bei den nationalen Meisterschaften 2023, an denen nur eine einzige Fahrerin aus einem anderen Team teilnahm, sammelte das Team in der Saison 2023 so viele Ranglistenpunkte für die Weltrangliste, dass das Team nach den Regeln der UCI als zweitbestes Continental Team eine automatische Einladung für alle Rennen der UCI Women’s WorldTour 2024 erhielt. Aufgrund begrenzter finanzieller Mittel nahm das Team nur an einer Auswahl an WorldTour-Rennen teil, unter anderem am Giro d’Italia Donne und der Tour de France Femmes. Nachdem schon beim Giro d’Italia Donne nur eine Fahrerin das Ziel erreicht hatte, kam das Team bei der Tour de France Femmes in die Schlagzeilen. Bereits auf der ersten Etappe schieden vier Fahrerinnen des Teams aus, weil sie auf der Flachetappe überfordert waren und nicht mit dem Hauptfeld mithalten konnten. Nach dem Ausscheiden zwei weiterer Fahrerinnen beendete wie beim Giro Donne nur Yanina Kuskova die Rundfahrt. Im September des Jahres gab Kuskova bekannt, dass sich das Team praktisch aufgelöst habe.
Zur Saison 2025 wurde das Team unter neuem Namen erneut bei der UCI lizenziert. Seit 2025 ist die ehemalige deutsche Radrennfahrerin Petra Rossner Mitglied der sportlichen Leitung des Teams.

## Saisonerfolge
| Rennserie                 | 2022 | 2023 | 2024 |
| ------------------------- | ---- | ---- | ---- |
| UCI Women’s WorldTour     | -    | -    | -    |
| andere UCI-Rennen         | 2    | 4    | -    |
| nationale Meisterschaften | 1    | 1    | 3    |

## Platzierungen in der UCI-Weltrangliste
| UCI Ranking | UCI Ranking | UCI Ranking              | UCI Ranking |
| Jahr        | Teamwertung | Einzelwertung            |             |
| ----------- | ----------- | ------------------------ | ----------- |
| 2022        | 21.         | Yanina Kuskova (106. )   |             |
| 2023        | 19.         | Olga Sabelinskaja (54. ) |             |
| 2024        | 26.         | Yanina Kuskova (110. )   |             |
|             |             |                          |             |
| Quelle: UCI |             |                          |             |